# Edward Moskała
Edward Moskała (ur. 19 grudnia 1925 w Trzebionce koło Chrzanowa, zm. 7 sierpnia 1995 w Krakowie) – polski działacz turystyczny, od 1946 członek PTT, potem PTTK. 
Założył Centralne Archiwum Turystyki Górskiej i był inicjatorem utworzenia Centralnego Ośrodka Turystyki Górskiej PTTK w Krakowie. Moskała był autorem wielu przewodników, map i panoram górskich.
Był inicjatorem budowy bacówek w polskich górach. 26 października 1989 XII Zjazd Krajowy Polskiego Towarzystwa Turystyczno-Krajoznawczego nadał mu godność członka honorowego.
Pochowany na cmentarzu Rakowickim w Krakowie (kwatera LC, rząd wsch.).

## Galeria

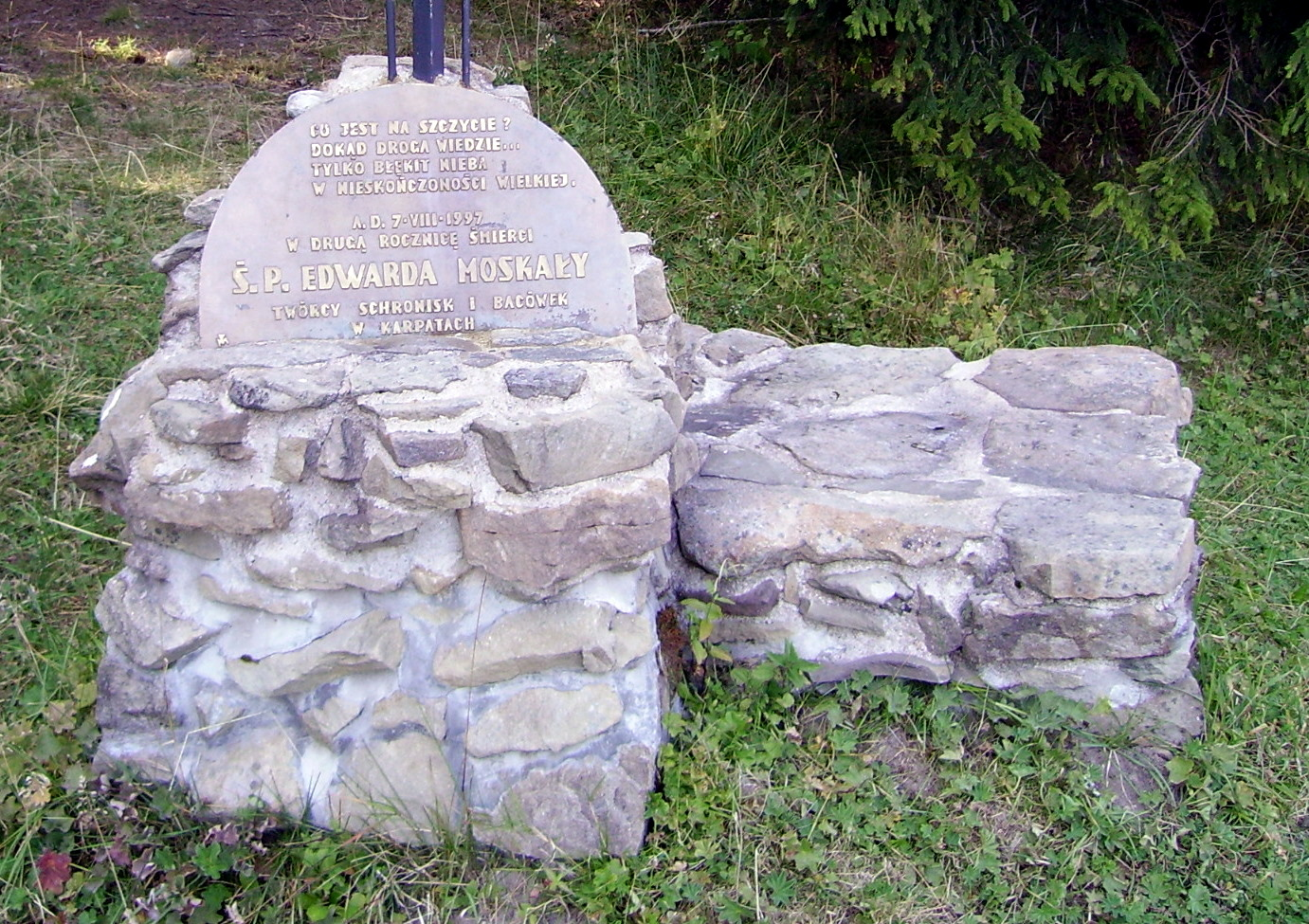
Tablica poświęcona Edwardowi Moskale, znajdująca się w pobliżu schroniska na Turbaczu w Gorcach
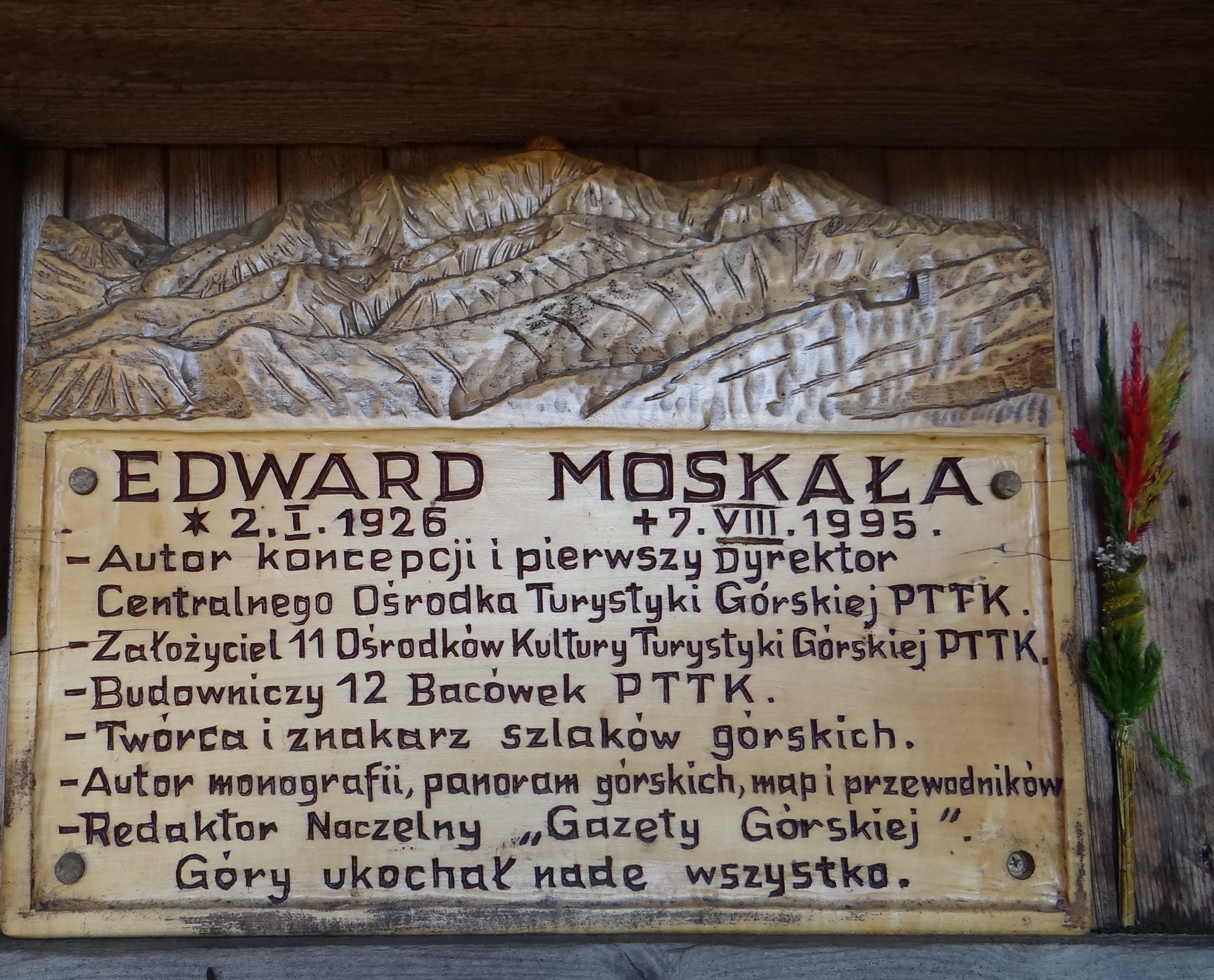
Tabliczka pamiątkowa w kaplicy na Okrąglicy
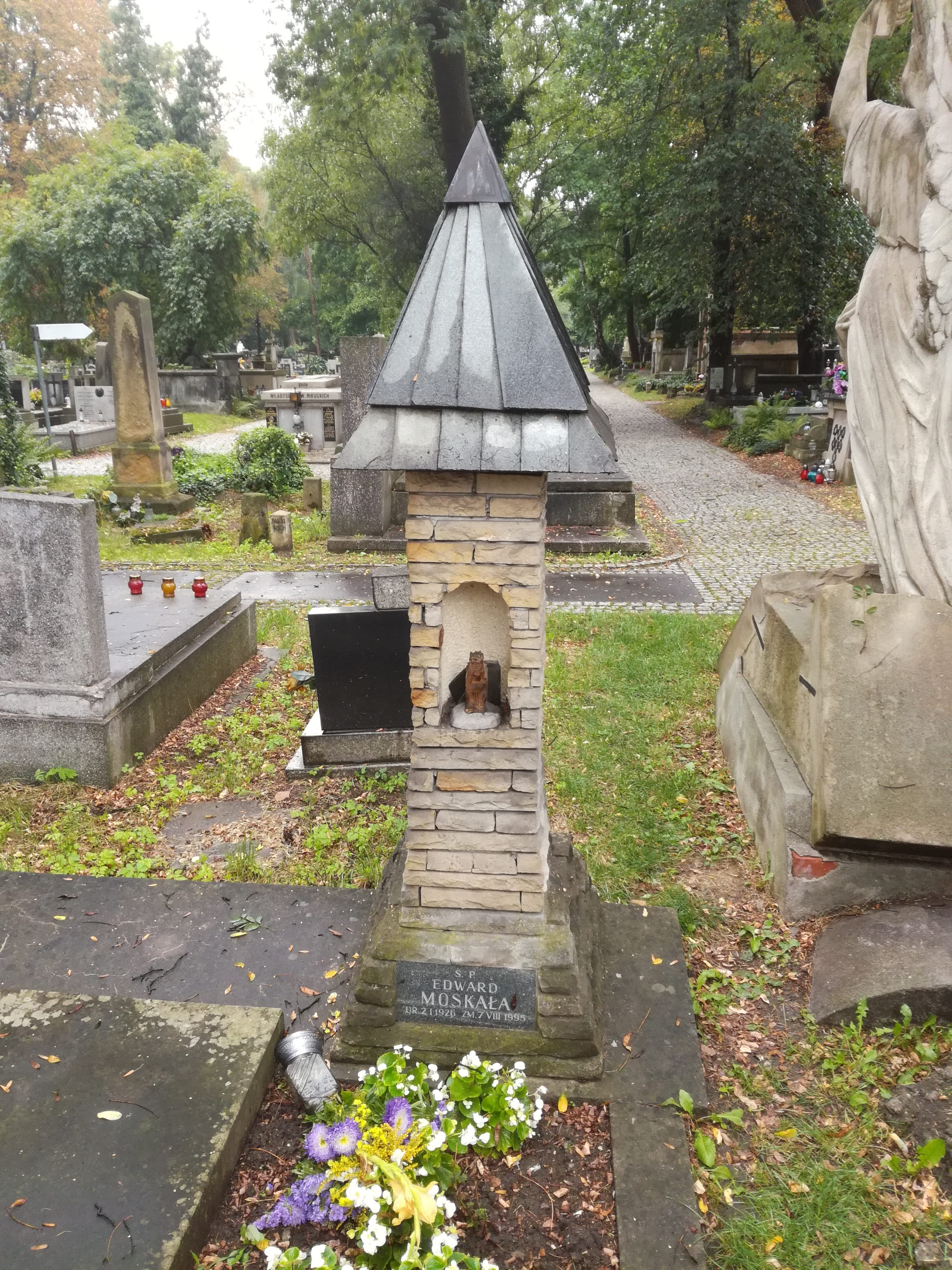
Grób Edwarda Moskały na cmentarzu Rakowickim